# دانيال مولر
دانيال مولر هو لاعب كرلنغ سويسري، ولد في 29 مايو 1965 في سويسرا.

## وصلات خارجية
- دانيال مولر على موقع الاتحاد الدولي للكرلنغ (الإنجليزية)
- دانيال مولر على موقع أوليمبيديا (الإنجليزية)